# Беляев, Михаил (пловец)
Михаи́л Беля́ев (род. 10 февраля 1992) — эстонский пловец в ластах.

## Карьера
Тренируется в городе Палдиски в клубе «SK Kuldlest» у Маргариты Бережевской.
Бронзовый призёр чемпионата Европы 2010 года в эстафете 4х100 метров.